# We Are the Champions
We Are the Champions – ballada rockowa brytyjskiego zespołu Queen, napisana przez Freddiego Mercury’ego i wydana na albumie News of the World (1977). Należy do największych przebojów grupy i – obok „We Will Rock You” – regularnie pojawia się m.in. podczas wydarzeń sportowych.

## Geneza utworu
Utwór miał początkowo znaleźć się na albumie A Night at the Opera, jednak Mercury uznał, że nie pasuje on do całości i zadecydował o odłożeniu jego premiery na później. Według Briana Maya powstanie „We Are the Champions” było odpowiedzią na życzenie publiczności.

Chcieliśmy, by tłumy fanów, śpiewając, tworzyli fale. Takie zachowanie jest bardzo jednoczące i pozytywne. Ludzie to kochają, ponieważ to jest takie pokrzepiające.

## Utwór na koncertach i w radiu
Utwór wydano na singlu razem z „We Will Rock You”. Od czasu publikacji na małej płycie tych dwóch piosenek, niemal zawsze zamykały one koncerty zespołu Queen. Były one odtwarzane w radiu kolejno, w takiej formie jak zostały umieszczone na „podwójnym” singlu. Wykonanie na żywo znajduje się na albumach: Live Killers, Queen Rock Montreal, Queen on Fire – Live at the Bowl, Live at Wembley ’86, Hungarian Rhapsody: Live in Budapest ’86.
Podczas trasy News of the World Tour utwór był wykonywany jako ostatni przed bisem. Później Queen grało jeszcze Sheer Heart Attack i Jailhouse Rock.

## Nawiązania do utworu
- Brian May i Roger Taylor wspólnie z Robbiem Williamsem nagrali „We Are the Champions” na potrzeby amerykańskiej komedii przygodowej Obłędny rycerz (2001)[6].

## Listy przebojów
| Kraj              | Lista (1977/1978)      | Pozycja |
| ----------------- | ---------------------- | ------- |
| Nowa Zelandia     | Recorded Music NZ      | 8       |
| Niemcy            | Media Control Charts   | 13      |
| Austria           | Ö3 Austria Top 40      | 12      |
| Holandia          | Single Top 100         | 2       |
| Belgia            | Ultratop 50 (Flandria) | 10      |
| Szwecja           | Sverigetopplistan      | 14      |
| Norwegia          | VG-lista               | 6       |
| Wielka Brytania   | UK Singles Chart       | 2       |
| Stany Zjednoczone | Billboard Hot 100      | 4       |